# جوليان بيرين
جوليان بيرين (بالفرنسية: Julien Perrin)‏ (18 مارس 1985 بليون في فرنسا - ) هو لاعب كرة قدم فرنسي في مركز الهجوم. لعب مع أولمبيك ليون ونادي إيفيان ونادي سانت إتيان ونادي ستراسبورغ ونادي كان ونادي بيزنسون ‏.

## وصلات خارجية
- جوليان بيرين على موقع قاعدة بيانات كرة القدم.إي يو (الإنجليزية)
- جوليان بيرين على موقع ليكيب (الفرنسية)